# Mosteiro de Santa Marinha da Costa
A Pousada de Guimarães - Santa Marinha, situa-se na encosta da Penha, sobranceira à cidade de Guimarães, na freguesia de Costa, encontrando-se instalada no antigo Mosteiro de Santa Marinha da Costa.
Integra a rede Pousadas de Portugal com a classificação de Pousada Histórica.
Em 1936 o Mosteiro e a sua Igreja foram classificados como Imóvel de Interesse Público (Dec. n.º 26 450, DG 69 de 24 Março 1936).

## História do edifício

### Os precursores
Admite-se que o Mosteiro tenha sido erguido sobre um pequeno templo de nave e ábside únicas, dos finais do século IX, por sua vez construído sobre um anterior estabelecimento romano havendo vestígios arqueológicos de ocupações pré-românicas e românicas. Das investigações históricas e arqueológicas efectuadas, supõe-se que este tenha sido o local dos paços condais portucalenses, e que a sua igreja tenha sido a capela palatina.

### Mosteiro dos cónegos de Santo Agostinho
Este conjunto terá passado a mosteiro nos finais do século XI, tendo sido entregue no século XII aos cónegos regrantes de Santo Agostinho. Durante os 350 anos em que o mantiveram, ampliaram a igreja e construíram quatro novas alas envolvendo um novo claustro.

### Mosteiro da ordem de São Jerónimo
Em 27 de Janeiro de 1528, por execução de uma bula pontifícia do Papa Clemente VII, foi lá instituída a ordem de São Jerónimo, que instalou um colégio que ministrava os estudos preparatórios de humanidades e artes, e os estudos de ensino superior em Teologia. Em data anterior a 8 de setembro de 1537 foi formalmente nomeado como prior Frei Diogo de Murça; em agosto do mesmo ano, o colégio foi visitado pelo célebre humanista Nicolau Clenardo, que lá participou numa ceia com Frei Diogo, e escreveu ter este instalado no mosteiro três lentes, um deles, ensinando a retórica, "sob cujas bandeiras milita um filho de el-rei (D. João III), de quatorze anos de idade".
Mais tarde, em 1541, um alvará de D. João III, permitiu a atribuição dos graus de licenciado, bacharel e doutor em artes, equiparados aos da Universidade de Coimbra. Como acima referido, esta escola superior foi frequentada por filhos de reis, nomeadamente de Dom Manuel I e D. João III, conforme o atesta uma lápide colocada na igreja. É durante este novo período da vida do mosteiro que são executadas importantes obras, desde um novo retábulo-mor da autoria de uma importante figura do renascimento português, Frei Carlos, até à construção de um novo claustro e reformulação da fachada da igreja.
As obras efectuadas nos séculos XVII e XVIII, levaram à reconstrução das alas conventuais, a uma nova capela-mor (1713), a uma actualização estética do interior e à definição da cerca do mosteiro.
Após a extinção das ordens religiosas masculinas os monges são intimados a abandonar o edifício, que passa para a posse do Estado, sendo depois vendido a particulares em hasta pública.

### Século XX
Em 1951 um grandioso incêndio destruiu boa parte do edifício, nomeadamente vários importantes painéis de azulejo que revestiam as paredes de acesso às celas dos frades e também a escadaria de pedra que conduzia à Sala do Capítulo e Varanda de Frei Jerónimo (que conseguiram escapar às chamas). Apesar disso o edifício ficou desde então em estado de total abandono.
Por fim em 1972 é adquirido pelo Estado que inicia as obras de restauro cinco anos depois, com vista à sua transformação em pousada. Esta situação viria a proporcionar, segundo o IPPAR, uma das "mais importantes campanhas arqueológicas, em edifícios medievais, no nosso país".
Preservado foi igualmente o jardim de contornos de buxo e a cerca que se desenvolvem ao longo da encosta do monte da Penha, sobre a cidade de Guimarães. As alamedas que o atravessam são ladeadas por árvores centenárias, proporcionando o acesso a diversificadas espécies vegetais, bem como a um pequeno curso de água que alimenta um tanque circular no cimo do jardim, assim como um antigo moinho recuperado.
De especial significado no ângulo noroeste do claustro do mosteiro, a presença da base de uma torre com uma porta moçárabe da época pré-românica e que era o acesso ao interior do convento.
O projecto de reconstrução do mosteiro e adaptação do espaço a pousada foi da autoria do arquitecto Fernando Távora, que, por tal trabalho, veio a receber o "Prémio Nacional de Arquitectura" do ano de 1987.

## A Pousada
A fachada do edifício, com a imponente igreja a norte, ostenta um corpo de dois pisos onde se encontram as instalações da pousada, bem como um novo corpo rebaixado pintado num grená contrastante e onde se situam 27 dos quartos com uma decoração totalmente contrastante, pelo seu despojamento, com o restante edifício.
A entrada da Pousada faz-se pela área que teria sido o refeitório do mosteiro, vendo-se ainda a moldura de granito que sustentava o púlpito de onde eram efectuadas as leituras religiosas durante as refeições. A sala do bar desenvolve-se no que terá sido a cozinha, dando acesso ao restaurante da unidade.
Em vários locais das paredes da pousada é possível ver a descoberto vestígios arqueológicos das ocupações pré-românicas e românicas. Vastas áreas são revestidas a azulejos, nomeadamente os acessos ao Salão Nobre e à Sala do capítulo. Encontra-se igualmente preservada a varanda de São Jerónimo, ao fundo do corredor das celas monacais (agora transformadas em 22 quartos e 2 suites), debruçada sobre o jardim.
O conforto térmico de um edifício desta dimensão durante o Inverno foi conseguido à custa de um aquecimento radiante colocado sob os pisos, que permite obter uma temperatura homogénea a constante ao longo do mosteiro.